# Apolania segmentata
Apolania segmentata là một loài nhện trong họ Ctenidae.
Loài này thuộc chi Apolania. Apolania segmentata được Eugène Simon miêu tả năm 1898.